# Siorapaluk
Siorapaluk est un village groenlandais situé dans la municipalité d'Avannaata près de Qaanaaq, au nord du Groenland. La population était de 75 habitants en 2012. Il s'agit du village le plus septentrional du Groenland si l'on exclut la base aérienne Nord, au nord-est de l'île.
Siorapaluk est desservi, à l'aide d'un héliport, par la compagnie Air Greenland. On peut considérer cet héliport comme l'aérodrome civil le plus septentrional du Groenland.
C'est à Siorapaluk que l'ethnologue Jean Malaurie (1922-2024) a résidé durant l'hiver 1950-1951. C'est aussi là que sont dispersées ses cendres.
Un épisode de Rendez-vous en terre inconnue avec Jarry et Raphaël de Casabianca y est tourné en 2022.